# Gymnoscelis parvularia
Gymnoscelis parvularia là một loài bướm đêm trong họ Geometridae.